# Chassalia zenkeri
Chassalia zenkeri är en måreväxtart som beskrevs av Karl Moritz Schumann och Kurt Krause. Chassalia zenkeri ingår i släktet Chassalia och familjen måreväxter. Inga underarter finns listade i Catalogue of Life.